# Ichneumon diaphorus
Ichneumon diaphorus är en stekelart som beskrevs av Schiodte 1839. Ichneumon diaphorus ingår i släktet Ichneumon och familjen brokparasitsteklar. Inga underarter finns listade i Catalogue of Life.